# Bắc Yên (thị trấn)
Bắc Yên là thị trấn huyện lỵ của huyện Bắc Yên, tỉnh Sơn La, Việt Nam. 

## Địa lý
Thị trấn Bắc Yên có vị trí địa lý:
- Phía bắc và phía đông giáp xã Phiêng Ban
- Phía nam giáp xã Hồng Ngài
- Phía tây giáp xã Song Pe và xã Phiêng Ban.

Thị trấn Bắc Yên có diện tích 8,92 km², dân số là 3.604 người, mật độ dân số đạt 404 người/km².
Thị trấn Bắc Yên nằm dưới chân núi Tà Xùa, địa hình dạng thung lũng lòng chảo, có quốc lộ 37 chạy qua và đây cũng là con đường chính của thị trấn. Trên địa phận thị trấn Bắc Yên có một số con suối như suối Tao, suối Ống, suối Ba, suối Ban, suối Hí, suối Tắc Te. 

## Lịch sử
Thị trấn Bắc Yên được thành lập vào ngày 20 tháng 8 năm 1999 trên cơ sở một phần diện tích và dân số của xã Phiêng Ban. 

## Hành chính
Thị trấn Bắc Yên được chia thành 4 tiểu khu được đánh số từ 1 đến 4 và các bản: Phiêng Ban 1, Phiêng Ban 2, Phiêng Ban 3, bản Mới.